# Cydia ulicetana
Cydia ulicetana là một loài bướm đêm thuộc họ Tortricidae. Nó là loài bản địa của miền tây châu Âu, nhưng nó được du nhập vào Hawaii.
Sải cánh dài 12–16 mm. Con trưởng thành bay vào tháng 5 và in phía nam again từ tháng 7 đến tháng 9 in miền tây Europe. Males fly in sunshine, while the females tend to be more crepuscular.
The larvae feed internally in the seedpods of various plants, bao gồm Ulex (also Ulex europaeus) và Cytisus species.